# Crisi dels Sudets

Partició de Txecoslovàquia el 1938-1939.

La crisi dels Sudets (en alemany, Sudetenkrise) és el nom que van rebre els esdeveniments de 1938 iniciats pels "Sudetendeutsche", una minoria ètnica de l'Europa Central formada per alemanys que vivien a Bohèmia, Moràvia i Silèsia oriental.

## Desenvolupament de la crisi
Des de la creació de Txecoslovàquia en 1919, es va utilitzar l'expressió alemanya "Sudeten" per designar a la minoria germanòfona que habitava a Moràvia i sobretot la frontera de Bohèmia amb la Silèsia alemanya i Saxònia. Aquests representaven més del 30% de la població total d'aquest territori d'uns 3,5 milions d'habitants i conservaven la cultura i les tradicions alemanyes. Eren descendents de colons alemanys convidats a habitar la regió pels reis de Bohèmia a partir del segle xiii.
Ja al segle xix van sorgir els primers conflictes amb els txecs, com durant la Revolució de 1848. La població germanoparlant va demanar la seva annexió a Alemanya l'any 1919, però van romandre adherits a Txecoslovàquia, al·legant els aliats que mai havia format part d'Alemanya. Després d'agreujar-se la situació amb la crisi dels anys 30 en una regió molt industrialitzada, alguns dels seus habitants van formar el Partit Alemany dels Sudets l'Octubre de 1933, que reclamava l'adhesió de la regió al Tercer Reich, dirigit per Konrad Henlein i el seu lloctinent Karl Hermann Frank el qual havia pactat secretament amb el recent ascendit al poder Partit nazi alemany per radicalitzar progressivament la situació, malgrat que en els seus orígens aquest partit no estava vinculat a la ideologia nazi i només va recórrer a ell com un recurs per a desbloquejar la situació amb Txecoslovàquia. Després de la seva victòria electoral en 1935 van reclamar la formació d'un estat federal txec que va ser rebutjat pel govern central.
Després de l'annexió d'Àustria el mes de març del 1938, Hitler s'erigeix com a defensor dels alemanys de Txecoslovàquia desfermant la crisi. El Partit Alemany dels Sudets promulga els decrets de Carlsbad el 24 d'abril de 1938, en els que exigeix autonomia i llibertat per professar la ideologia nazi. Gran Bretanya envia a Lord Runciman per negociar un acord amb el govern txec, liderat pel president Edvard Benes que va fracassar per decisió de Hitler que buscant radicalitzar la situació va ordenar a Henlein que realitzés demandes impossibles d'acceptar pel govern txec. França i l'URSS van donar suport a Txecoslovàquia sense gaire entusiasme, mentre que Gran Bretanya intentava mostrar-se conciliadora a través dels gestos de Lord Runciman i les entrevistes del primer ministre Neville Chamberlain amb Hitler a Berchtesgaden (16 de setembre de 1938) on es va acordar la cessió a Alemanya; el 21 Hitler afegeix a les seves reivindicacions territoris de Polònia i Hongria i a Godesberg (22-24 de Setembre) torna a entrevistar-se amb Chamberlain i reclama no només l'annexió a Alemanya sinó la completa ocupació militar; Benito Mussolini intervé com a mediador i proposa l'acord de Múnic. Malgrat certes concessions fetes per Praga, Txecoslovàquia va mobilitzar les seves tropes el 23 de Setembre; malgrat comptar amb el suport de l'URSS i un exèrcit modern i preparat, es va negar a iniciar un conflicte armat sense el suport de les potències occidentals. Hitler va donar un ultimàtum el 26 de setembre i va imposar la seva posició en els acords de Múnic el 30 de setembre signats per Hitler, Mussolini, Chamberlain i Daladier, primer ministre francès, prometent a Alemanya un plebiscit, el que va ser acceptat per Chamberlain en un esforç per evitar la guerra. Aquests acords van indignar Txecoslovàquia que no va ser convidada a participar-hi i només se li va comunicar el resultat.
L'ocupació alemanya es va realitzar de l'1 al 10 d'Octubre, restant-li amb això prop de 30.000 km quadrats a Txecoslovàquia, sense que les altres potències europees reaccionessin. Després d'això, la major part de la població txeca va ser expulsada de la regió. A finals de 1938 el Partit Alemany dels Sudets desapareix i es fusiona amb el Partit Nazi Alemany. El mes de març del 1939 Alemanya va ocupar la resta de Txecoslovàquia.
Després de la derrota soferta per Alemanya en la Segona Guerra Mundial, els Sudets van tornar a formar part de Txecoslovàquia i la població d'origen alemany va ser massivament expulsada.